# Sada Nahimana
Sada Nahimana (* 21. April 2001 in Bujumbura) ist eine burundische Tennisspielerin.

## Karriere
Sada Nahimana, die am liebsten auf Sand spielt, begann im Alter von acht Jahren mit dem Tennis.
Seit den US Open 2017 nahm sie an allen Juniorinnenwettbewerben der Grand-Slam-Turniere sowohl im Einzel als auch im Doppel teil.
Auf der WTA Tour sah man sie erstmal bei dem Grand Prix SAR La Princesse Lalla Meryem 2018 in Rabat, sie erhielt eine Wildcard für das Doppel. Bei den olympischen Jugend-Sommerspielen 2018 nahm sie an allen Wettbewerben teil.
Für die Qualifikation zum Grand Prix SAR La Princesse Lalla Meryem 2019 erhielt sie abermals eine Wildcard, verlor jedoch in der ersten Runde gegen Martina Trevisan mit 2:6 und 5:7.
Im Oktober 2019 gewann Nahimana ihren ersten Einzeltitel auf der ITF Women’s World Tennis Tour in Lagos; bisher hat sie fünf Einzel- und acht Doppeltitel gewonnen.
Bei dem Grand Prix SAR La Princesse Lalla Meryem 2022 war sie die erste ihres Landes, die im Hauptfeld eines WTA-Turniers antrat. Sie verlor ihr Erstrundenspiel gegen Jana Fett mit 0:6 und 4:6. Zwei Jahre später wurde sie an gleicher Stelle die erste ihres Landes die ein WTA-Spiel im Hauptfeld gewann, als sie in der ersten Runde des Grand Prix SAR La Princesse Lalla Meryem 2025 gegen Aya El Aouni mit 6:3 und 6:2 besiegte.
Im Jahr 2022 spielte Nahimana erstmals für die burundische Billie-Jean-King-Cup-Mannschaft; ihre Billie-Jean-King-Cup-Bilanz weist bislang 9 Siege bei 5 Niederlagen aus.

## Turniersiege

### Einzel
| Nr. | Datum             | Turnier   | Kategorie | Belag     | Finalgegnerin                       | Ergebnis      |
| --- | ----------------- | --------- | --------- | --------- | ----------------------------------- | ------------- |
| 1.  | 14. Oktober 2019  | Lagos     | ITF W25   | Hartplatz | Laura Pigossi                       | 2:6, 6:4, 6:3 |
| 2.  | 25. April 2021    | Antalya   | ITF W15   | Sand      | Anastassija Soboljewa               | 6:4, 7:68     |
| 3.  | 7. September 2024 | Slobozia  | ITF W50   | Sand      | Dejana Radanović                    | 6:4, 6:1      |
| 4.  | 30. März 2025     | Bujumbura | ITF W50   | Sand      | Émeline Dartron                     | 6:1, 6:1      |
| 5.  | 6. April 2025     | Bujumbura | ITF W50   | Sand      | Tiantsoa Sarah Rakotomanga Rajaonah | 6:3, 6:2      |

### Doppel
| Nr. | Datum             | Turnier   | Kategorie | Belag     | Partnerin              | Finalgegnerinnen                               | Ergebnis         |
| --- | ----------------- | --------- | --------- | --------- | ---------------------- | ---------------------------------------------- | ---------------- |
| 1.  | 24. April 2021    | Antalya   | ITF W15   | Sand      | Olivia Gadecki         | Lee So-ra Misaki Matsuda                       | 6:3, 1:6, [11:9] |
| 2.  | 23. Juli 2022     | Olmütz    | ITF W60   | Sand      | Giulia Gatto-Monticone | Ilona Georgiana Ghioroaie Oana Georgeta Simion | 6:1, 1:6, [10:5] |
| 3.  | 21. Januar 2023   | Monastir  | ITF W40   | Hartplatz | Andreea Prisăcariu     | Alena Fomina-Klotz Iryna Schymanowitsch        | 7:5, 6:4         |
| 4.  | 22. Dezember 2023 | Nairobi   | ITF W25   | Sand      | Angella Okutoyi        | Jessie Aney Lena Papadakis                     | 6:3, 1:6, 6:1    |
| 5.  | 13. April 2024    | Bujumbura | ITF W35   | Sand      | Kamilla Bartone        | Naïma Karamoko Diāna Marcinkēviča              | 4:6, 6:3, [10:7] |
| 6.  | 17. August 2024   | Bydgoszcz | ITF W35   | Sand      | Rinon Okuwaki          | Maryna Kolb Nadija Kolb                        | 6:4, 6:1         |
| 7.  | 4. Januar 2025    | Nairobi   | ITF W35   | Sand      | Rinon Okuwaki          | Alyssa Réguer Vicky Van de Peer                | 7:63, 6:2        |
| 8.  | 11. Januar 2025   | Nairobi   | ITF W35   | Sand      | Angella Okutoyi        | Demi Tran Lian Tran                            | 6:3, 6:3         |